# Morti nel 1874
| Questa pagina contiene informazioni ricavate automaticamente dalle voci biografiche con l'ausilio del template Bio e di un bot. L'aggiornamento è periodico e automatico e ricostruisce completamente la pagina. Se manca una persona in questa lista, sei pregato di non aggiungerla, ma accertati piuttosto che la sua voce biografica contenga il template Bio e che i dati anagrafici siano correttamente compilati. Se il template Bio manca, inseriscilo tu stesso o, in alternativa, metti l'avviso {{tmp\|Bio}} che ne segnala la mancanza. Se i dati riportati sono sbagliati, correggi direttamente la voce biografica; le modifiche saranno visibili in questa lista entro pochi giorni. Per chiarimenti vedi il progetto biografie. La lista contiene solo le 277 persone che sono citate nell'enciclopedia e per le quali è stato implementato correttamente il template Bio. Pagina aggiornata al 10 ago 2025. |

## Gennaio(25)
- 4 gennaio - Bartolommeo Fiani, magistrato, scrittore e giornalista italiano
- 6 gennaio - Friedrich Wilhelm von Berg, generale e politico lituano (n. 1793)
- 6 gennaio - William FitzGerald-de Ros, XXIII barone de Ros, politico e generale inglese (n. 1797)
- 7 gennaio - Ernesto Cavallini, clarinettista e compositore italiano (n. 1807)
- 8 gennaio - Charles Étienne Brasseur de Bourbourg, archeologo belga (n. 1814)
- 8 gennaio - Gaetano De Troia, avvocato e politico italiano (n. 1805)
- 8 gennaio - Giuseppe Sabbioni, storico italiano (n. 1789)
- 13 gennaio - Victor Baltard, architetto francese (n. 1805)
- 13 gennaio - Dominique Peccatte, archettaio francese (n. 1810)
- 14 gennaio - Johann Philipp Reis, scienziato e inventore tedesco (n. 1834)
- 14 gennaio - Francesco Saverio Sipari, scrittore, poeta e politico italiano (n. 1828)
- 15 gennaio - Charles Astor Bristed, scrittore statunitense (n. 1820)
- 16 gennaio - Max Schultze, anatomista, microbiologo e zoologo tedesco (n. 1825)
- 17 gennaio - Maria Teresa di Braganza, nobile portoghese (n. 1793)
- 17 gennaio - Chang ed Eng Bunker, siamese (n. 1811)
- 17 gennaio - Luigi Soldo, generale e patriota italiano (n. 1820)
- 19 gennaio - August Heinrich Hoffmann von Fallersleben, scrittore tedesco (n. 1798)
- 20 gennaio - Michail Viktorovič Kočubej, ufficiale russo (n. 1816)
- 21 gennaio - Euphrosyne Parepa-Rosa, soprano britannico (n. 1836)
- 23 gennaio - Edith Rawdon-Hastings, X contessa di Loudoun, scrittrice scozzese (n. 1833)
- 23 gennaio - Henry Villiers-Stuart, I barone Stuart de Decies, politico britannico (n. 1803)
- 24 gennaio - Francesco Caffi, musicologo, magistrato e scrittore italiano (n. 1778)
- 26 gennaio - Félix Édouard Guérin-Méneville, biologo e entomologo francese (n. 1799)
- 26 gennaio - Giuseppe Rovani, scrittore e giornalista italiano (n. 1818)
- 28 gennaio - Ludwig Karl Wilhelm von Gablenz, militare e politico austriaco (n. 1814)

## Febbraio(30)
- 2 febbraio - Julius Adam I, pittore e fotografo tedesco (n. 1826)
- 3 febbraio - Salvatore Chindemi, patriota, storico e poeta italiano (n. 1808)
- 3 febbraio - Lunalilo delle Hawaii, sovrano (n. 1835)
- 5 febbraio - John Henry Anderson, illusionista britannico (n. 1814)
- 5 febbraio - Moriz Haupt, filologo classico e latinista tedesco (n. 1808)
- 6 febbraio - Domenico Promis, numismatico e bibliotecario italiano (n. 1804)
- 6 febbraio - John Pye, incisore inglese (n. 1782)
- 6 febbraio - Mayer Amschel de Rothschild, politico britannico (n. 1818)
- 8 febbraio - David Friedrich Strauß, teologo, filosofo e biografo tedesco (n. 1808)
- 9 febbraio - Luigi Bolza, poliziotto italiano (n. 1786)
- 9 febbraio - Contessa di Ségur, scrittrice russa (n. 1799)
- 9 febbraio - Jules Michelet, storico francese (n. 1798)
- 10 febbraio - Filippo Antonio Gualterio, politico e storico italiano (n. 1819)
- 10 febbraio - Eudoxiu de Hurmuzachi, politico e storico romeno (n. 1812)
- 11 febbraio - Giuseppe Panattoni, avvocato e politico italiano (n. 1802)
- 11 febbraio - Vittore Pelli, pittore e scenografo svizzero (n. 1798)
- 12 febbraio - Francis Pettit Smith, inventore britannico (n. 1808)
- 13 febbraio - Johann Friedrich Franz Burgmüller, pianista e compositore tedesco (n. 1806)
- 15 febbraio - Camillo Tarquini, cardinale, etruscologo e giurista italiano (n. 1810)
- 17 febbraio - Adolphe Quetelet, astronomo e statistico belga (n. 1796)
- 18 febbraio - Louis Wigfall, politico e generale statunitense (n. 1816)
- 19 febbraio - Carl Ernst Bock, medico e anatomista tedesco (n. 1809)
- 22 febbraio - Giacomo Acqua, militare italiano (n. 1834)
- 24 febbraio - John Bachman, naturalista statunitense (n. 1790)
- 24 febbraio - Alessandro Barnabò, cardinale italiano (n. 1801)
- 24 febbraio - Giorgio Briano, scrittore e giornalista italiano (n. 1812)
- 26 febbraio - Vitaliano VIII Borromeo, nobile e naturalista italiano (n. 1792)
- 27 febbraio - Eugenio Moretti Larese, pittore e decoratore italiano (n. 1822)
- 27 febbraio - Carlos Manuel de Céspedes, rivoluzionario cubano (n. 1819)
- 28 febbraio - Pauline de Witt, storica francese (n. 1831)

## Marzo(24)
- 2 marzo - Neil Arnott, medico scozzese (n. 1788)
- 2 marzo - Nathan Kelsey Hall, politico statunitense (n. 1810)
- 6 marzo - Louise Rasmussen, ballerina e attrice teatrale danese (n. 1815)
- 7 marzo - Jean Cruveilhier, anatomista e patologo francese (n. 1791)
- 7 marzo - Salvatore Fergola, pittore italiano (n. 1796)
- 7 marzo - Ignazio Filippo I Arkousse (n. 1827)
- 8 marzo - Aimée-Olympe Desclée, attrice teatrale francese (n. 1836)
- 8 marzo - Millard Fillmore, politico statunitense (n. 1800)
- 10 marzo - Camillo Guerra, pittore, disegnatore e restauratore italiano (n. 1797)
- 10 marzo - Moritz Hermann von Jacobi, fisico e ingegnere prussiano (n. 1801)
- 11 marzo - Charles Sumner, avvocato, attivista e politico statunitense (n. 1811)
- 13 marzo - Isaac Jennings, medico statunitense (n. 1788)
- 14 marzo - Alfred Goodwyn, calciatore inglese (n. 1850)
- 14 marzo - Johann Heinrich von Mädler, astronomo tedesco (n. 1794)
- 16 marzo - Otto Krisch, esploratore austriaco (n. 1845)
- 18 marzo - Ossian Bingley Hart, politico e avvocato statunitense (n. 1821)
- 20 marzo - Hans Christian Lumbye, compositore e direttore d'orchestra danese (n. 1810)
- 24 marzo - Gaetano Ferragni, medico, chirurgo e patriota italiano (n. 1813)
- 25 marzo - Egor Petrovič Tolstoj, militare e politico russo (n. 1802)
- 27 marzo - Giovanni Filippo Galvagno, avvocato e politico italiano (n. 1801)
- 27 marzo - Benedetto Viale Prelà, medico italiano (n. 1796)
- 28 marzo - Peter Andreas Hansen, astronomo danese (n. 1795)
- 30 marzo - Rodolfo Audinot, politico italiano (n. 1814)
- 30 marzo - Giuseppe Paternò, militare e politico italiano (n. 1794)

## Aprile(23)
- 1º aprile - Giuseppe Buoni, fantino italiano (n. 1825)
- 3 aprile - Ambrogio Binda, imprenditore italiano (n. 1811)
- 4 aprile - Charles Ernest Beulé, archeologo, politico e numismatico francese (n. 1826)
- 7 aprile - Pietro Avanzini, presbitero italiano (n. 1832)
- 7 aprile - Wilhelm von Kaulbach, pittore tedesco (n. 1805)
- 7 aprile - Johann Peter Cajus zu Stolberg-Stolberg, nobile e politico tedesco (n. 1797)
- 8 aprile - Michele Zannotti, matematico italiano (n. 1803)
- 9 aprile - Maria di Romania, principessa rumena (n. 1870)
- 10 aprile - Friedrich Heinrich von Kittlitz, botanico e zoologo tedesco (n. 1799)
- 10 aprile - Ulick de Burgh, I marchese di Clanricarde, politico e ambasciatore inglese (n. 1802)
- 13 aprile - James Bogardus, architetto e inventore statunitense (n. 1800)
- 14 aprile - Placido Cerri, insegnante italiano (n. 1843)
- 14 aprile - Gottlieb August Wilhelm Herrich-Schäffer, entomologo, botanico e medico tedesco (n. 1799)
- 14 aprile - Giuseppe Luigi Passino, politico italiano (n. 1797)
- 14 aprile - Josiah Warren, filosofo, inventore e musicista statunitense (n. 1798)
- 14 aprile - Ari'imate, re (n. 1824)
- 18 aprile - Domenico III Orsini d'Aragona, XVII duca di Gravina, nobile e politico italiano (n. 1790)
- 19 aprile - Owen Jones, architetto, disegnatore e scrittore inglese (n. 1809)
- 21 aprile - Camillo Casarini, politico e patriota italiano (n. 1830)
- 21 aprile - Gherardo Strucchi, medico, patriota e giornalista italiano (n. 1813)
- 24 aprile - John Phillips, geologo britannico (n. 1800)
- 27 aprile - Pietro Mongini, tenore italiano (n. 1828)
- 30 aprile - Giuseppe Balzaretto, architetto italiano (n. 1801)

## Maggio(17)
- 1º maggio - Vilém Blodek, compositore, flautista e pianista ceco (n. 1834)
- 1º maggio - Niccolò Tommaseo, linguista, scrittore e patriota italiano (n. 1802)
- 2 maggio - Carl Meissner, botanico svizzero (n. 1800)
- 4 maggio - Johann Friedrich Dietler, pittore svizzero (n. 1804)
- 4 maggio - Domenico Pellizzi, pittore italiano (n. 1818)
- 5 maggio - Charles Gleyre, pittore svizzero (n. 1806)
- 10 maggio - Gioacchino Saluzzo, imprenditore e politico italiano (n. 1811)
- 11 maggio - Franklin Buchanan, ammiraglio statunitense (n. 1800)
- 11 maggio - Henri de Triqueti, scultore francese (n. 1803)
- 12 maggio - Domenico Cipolletti, matematico italiano (n. 1840)
- 16 maggio - Eugène Durieu, fotografo francese (n. 1800)
- 18 maggio - Gašpar Fejérpataky-Belopotocký, attivista e patriota slovacco (n. 1794)
- 18 maggio - Luigi Serravalle, militare italiano (n. 1825)
- 19 maggio - Theodor Lichtenhein, scacchista tedesco (n. 1829)
- 23 maggio - Sylvain Van de Weyer, politico belga (n. 1802)
- 29 maggio - Antonio Andreuzzi, patriota italiano (n. 1804)
- 29 maggio - Mariano Falcinelli Antoniacci, cardinale, abate e arcivescovo cattolico italiano (n. 1806)

## Giugno(17)
- 5 giugno - François Désiré Roulin, naturalista, medico e illustratore francese (n. 1796)
- 7 giugno - Policarpo Bandini, politico italiano (n. 1801)
- 7 giugno - Abraam Firkovič, rabbino, scrittore e archeologo russo (n. 1786)
- 8 giugno - Cochise, condottiero nativo americano
- 8 giugno - Jean-François Landriot, teologo, critico letterario e arcivescovo cattolico francese (n. 1816)
- 9 giugno - Antonio Dugoni, pittore italiano (n. 1827)
- 9 giugno - Giuseppe Macinata, pittore italiano (n. 1807)
- 14 giugno - Julien-Léopold Boilly, pittore francese (n. 1796)
- 19 giugno - Jules Janin, scrittore e drammaturgo francese (n. 1804)
- 19 giugno - Giuseppe Robecchi, politico e presbitero italiano (n. 1805)
- 19 giugno - Ferdinand Stolička, paleontologo e ornitologo ceco (n. 1838)
- 21 giugno - Anders Jonas Ångström, fisico svedese (n. 1814)
- 22 giugno - Ilija Garašanin, politico serbo (n. 1812)
- 22 giugno - Howard Staunton, scacchista inglese (n. 1810)
- 23 giugno - Nunzio Tamburrini, brigante italiano (n. 1828)
- 28 giugno - Katherine Stanley, nobildonna e attivista inglese (n. 1842)
- 30 giugno - Blanche d'Antigny, cantante e attrice teatrale francese (n. 1840)

## Luglio(21)
- 3 luglio - Franz Bendel, pianista e compositore tedesco (n. 1833)
- 6 luglio - Fox Maule-Ramsay, XI conte di Dalhousie, nobile e politico scozzese (n. 1801)
- 6 luglio - Amalia de Llano, contessa e scrittrice spagnola (n. 1822)
- 6 luglio - Bernard Aimé Léonard du Bus de Gisignies, ornitologo, paleontologo e politico belga (n. 1808)
- 8 luglio - Vincenzo Ciccolo Rinaldi, vescovo cattolico italiano (n. 1801)
- 9 luglio - Aronne Mauri, incisore italiano (n. 1804)
- 10 luglio - Giuseppe Levi, poeta, traduttore e pedagogo italiano (n. 1814)
- 12 luglio - Francesco Saverio de Mérode, arcivescovo cattolico belga (n. 1820)
- 12 luglio - Fritz Reuter, scrittore tedesco (n. 1810)
- 13 luglio - Pier Carlo Leoni, storico italiano (n. 1812)
- 13 luglio - Agnes Strickland, scrittrice e storica inglese (n. 1796)
- 14 luglio - Aimé Gabriel Adolphe Bourgoin, pittore francese (n. 1824)
- 15 luglio - Antonio Cipolla, architetto italiano (n. 1822)
- 17 luglio - Giacinto Maria Giuseppe de Ferrari, arcivescovo cattolico, religioso e teologo italiano (n. 1804)
- 18 luglio - Louis Napoléon Lannes, diplomatico, politico e nobile francese (n. 1801)
- 20 luglio - Jasper von Oertzen, politico tedesco (n. 1801)
- 21 luglio - Jozef Karol Viktorin, presbitero, patriota e editore slovacco (n. 1822)
- 24 luglio - James F. Reed, imprenditore irlandese (n. 1800)
- 27 luglio - Giuseppe Frattallone, scultore italiano (n. 1832)
- 27 luglio - Anselm von Rothschild, banchiere e filantropo austriaco (n. 1803)
- 31 luglio - Charles Tilstone Beke, viaggiatore e geografo britannico (n. 1800)

## Agosto(22)
- 1º agosto - Karl Bernhardi, bibliotecario e linguista tedesco (n. 1799)
- 2 agosto - Heinrich Ahrens, filosofo e giurista tedesco (n. 1808)
- 2 agosto - Albert Veiel, dermatologo tedesco (n. 1806)
- 3 agosto - Hans Ferdinand Massmann, filologo tedesco (n. 1797)
- 4 agosto - John Catlin, politico e avvocato statunitense (n. 1803)
- 9 agosto - Louis Devedeux, pittore francese (n. 1820)
- 10 agosto - Augustin Theiner, storico, teologo e archivista tedesco (n. 1804)
- 11 agosto - Giuseppe Sogni, pittore italiano (n. 1795)
- 14 agosto - Jonathan Clarkson Gibbs, educatore e predicatore statunitense (n. 1821)
- 15 agosto - Domenico De Biasio, pittore italiano (n. 1821)
- 18 agosto - Maria Teresa di Thurn und Taxis, principessa tedesca (n. 1794)
- 20 agosto - Thomas Wilson Barnes, scacchista inglese (n. 1825)
- 20 agosto - Maria Alessandrina Bonaparte (n. 1818)
- 21 agosto - Barthélemy de Theux de Meylandt, politico belga (n. 1794)
- 23 agosto - Maria Luisa di Borbone-Due Sicilie, principessa (n. 1855)
- 24 agosto - William Betty, attore teatrale britannico (n. 1791)
- 24 agosto - Barnaba Tortolini, matematico italiano (n. 1808)
- 25 agosto - Pasquale Tola, magistrato, storico e politico italiano (n. 1800)
- 26 agosto - Julie-Victoire Daubié, scrittrice e giornalista francese (n. 1824)
- 27 agosto - Ștefan Golescu, politico rumeno (n. 1809)
- 28 agosto - Francesco Bonaini, filologo, paleografo e archivista italiano (n. 1806)
- 28 agosto - Giuseppe Libertini, patriota italiano (n. 1823)

## Settembre(12)
- 2 settembre - John G. Foster, generale statunitense (n. 1823)
- 3 settembre - Hans Conon von der Gabelentz, politico e linguista tedesco (n. 1807)
- 3 settembre - John Rennie il Giovane, ingegnere britannico (n. 1794)
- 4 settembre - Manuel Antonio Carreño, musicista, insegnante e diplomatico venezuelano (n. 1812)
- 12 settembre - François Guizot, politico e storico francese (n. 1787)
- 15 settembre - Lodovico Sauli d'Igliano, diplomatico, politico e letterato italiano (n. 1787)
- 16 settembre - Gaetano Giorgini, matematico, ingegnere e politico italiano (n. 1795)
- 18 settembre - Giuseppe Sirtori, generale, politico e patriota italiano (n. 1813)
- 19 settembre - Joseph Hoch, avvocato e filantropo tedesco (n. 1815)
- 20 settembre - Victor Séjour, scrittore e drammaturgo statunitense (n. 1817)
- 23 settembre - Şirvanlı Mehmed Rüşdi Pascià, politico ottomano (n. 1828)
- 28 settembre - Paolo Bovi Campeggi, patriota italiano (n. 1814)

## Ottobre(16)
- 4 ottobre - Léon Ehrhart, compositore e organista francese (n. 1854)
- 5 ottobre - Barry Cornwall, poeta inglese (n. 1787)
- 5 ottobre - Charles-Mathias Simons, politico lussemburghese (n. 1802)
- 5 ottobre - Francis Walker, entomologo inglese (n. 1809)
- 7 ottobre - Giuseppe Alliata-Campiglia, nobile italiano (n. 1844)
- 7 ottobre - Carlo Arrivabene Valenti Gonzaga, politico italiano (n. 1820)
- 10 ottobre - Augustus FitzGerald, III duca di Leinster, nobile e politico irlandese (n. 1791)
- 12 ottobre - Angelo Ferri, politico italiano (n. 1815)
- 17 ottobre - Marcello Costamezzana, politico italiano (n. 1812)
- 17 ottobre - Patrizio Rizzotti, banchiere italiano (n. 1811)
- 26 ottobre - Peter Cornelius, compositore e poeta tedesco (n. 1824)
- 26 ottobre - Vittoria Giorni, religiosa italiana (n. 1793)
- 27 ottobre - Gioacchino Limberti, arcivescovo cattolico italiano (n. 1821)
- 27 ottobre - Salvatore Vigo Platania, politico, patriota e storico italiano (n. 1784)
- 28 ottobre - Hermann Heykamp, vescovo vetero-cattolico olandese (n. 1804)
- 29 ottobre - Pietro Marchelli, architetto italiano (n. 1806)

## Novembre(14)
- 4 novembre - François Dauverné, trombettista francese (n. 1799)
- 5 novembre - Friedrich Rochleder, chimico austriaco (n. 1819)
- 9 novembre - Just Mathias Thiele, storico e scrittore danese (n. 1795)
- 14 novembre - Luigi Tonini, storico e bibliografo italiano (n. 1807)
- 15 novembre - Giuseppe Balsamo Crivelli, naturalista, zoologo e geologo italiano (n. 1800)
- 15 novembre - Antonio Baur, compositore e direttore di banda italiano (n. 1830)
- 20 novembre - Carlo Ferdinando d'Asburgo-Teschen, nobile austriaco (n. 1818)
- 21 novembre - William Jardine, naturalista scozzese (n. 1800)
- 21 novembre - Marià Fortuny i Marsal, pittore spagnolo (n. 1838)
- 22 novembre - Carlo Vittore Papardo, vescovo cattolico italiano (n. 1817)
- 25 novembre - Georges Jacquot, scultore francese (n. 1794)
- 29 novembre - Filippo Mellana, politico italiano (n. 1812)
- 29 novembre - Andrzej Artur Zamoyski, nobile e politico polacco (n. 1800)
- 30 novembre - William Frederick Havemeyer, politico statunitense (n. 1804)

## Dicembre(17)
- 1º dicembre - Giovanni Maria Cavalleri, religioso, fisico e astronomo italiano (n. 1807)
- 3 dicembre - Luigi des Ambrois de Nevache, giurista e politico italiano (n. 1807)
- 7 dicembre - Konstantin von Tischendorf, teologo e filologo tedesco (n. 1815)
- 14 dicembre - Gallo Gallina, pittore, incisore e litografo italiano (n. 1796)
- 17 dicembre - Angelo Bo, medico e politico italiano (n. 1801)
- 17 dicembre - Giuseppe Valentinelli, bibliotecario e bibliografo italiano (n. 1805)
- 22 dicembre - Johann Peter Pixis, pianista e compositore tedesco (n. 1788)
- 26 dicembre - Michele Bisi, incisore e pittore italiano (n. 1788)
- 27 dicembre - Johan Wilhelm Zetterstedt, zoologo, entomologo e botanico svedese (n. 1785)
- 28 dicembre - Luigi Marchesi, scultore italiano (n. 1799)
- 30 dicembre - Ludwig Dessoir, attore teatrale tedesco (n. 1810)
- 30 dicembre - James Graham, IV duca di Montrose, politico scozzese (n. 1799)
- 30 dicembre - Friedrich Matz, archeologo tedesco (n. 1843)
- 31 dicembre - Giovan Battista Fabbri, medico italiano (n. 1806)
- 31 dicembre - Francis Kiernan, anatomista britannico (n. 1800)
- 31 dicembre - Alexandre Ledru-Rollin, avvocato e politico francese (n. 1807)
- 31 dicembre - Carl Julius von Leypold, pittore tedesco (n. 1806)

## Senza giorno specificato(39)
- Salvatore Agnelli, compositore italiano (n. 1817)
- Samuel James Ainsley, pittore e illustratore britannico (n. 1806)
- Thomas Anderson, chimico inglese (n. 1819)
- August Anschütz, giurista tedesco (n. 1826)
- Apostol Arsache, politico rumeno (n. 1792)
- Hippolyte Boulenger, pittore belga (n. 1837)
- Richard Brenner, esploratore tedesco (n. 1833)
- Shirley Brooks, giornalista e commediografo inglese (n. 1816)
- Francesco Bubani, avvocato e politico italiano (n. 1809)
- Ludvig Bødtcher, scrittore danese (n. 1793)
- Antonio Candida Gonzaga, nobile e funzionario italiano (n. 1814)
- Vincenzo Capecelatro, compositore italiano (n. 1815)
- François Simon Cordier, medico e botanico francese (n. 1797)
- Michele Corinaldi, politico italiano (n. 1811)
- Alfred Darjou, pittore e disegnatore francese (n. 1832)
- Jean Baptiste Elie de Beaumont, geologo francese (n. 1798)
- John Henry Foley, scultore irlandese (n. 1818)
- Democrito Gandolfi, scultore italiano (n. 1797)
- Abraham Geiger, rabbino tedesco (n. 1810)
- André-Jean Hamon, religioso francese (n. 1795)
- Jack Hinson, statunitense (n. 1807)
- Vítězslav Hálek, poeta, scrittore e giornalista ceco (n. 1835)
- Karl Wilhelm Krüger, filologo classico tedesco (n. 1796)
- Ferdinando Magagnini, ebanista e architetto italiano (n. 1801)
- Ang Mey, regina cambogiana (n. 1815)
- John Nietner, naturalista e entomologo tedesco
- Angelo Ortolani, compositore italiano (n. 1788)
- Orso Maschio, condottiero nativo americano (n. 1820)
- Carel Max Quaedvlieg, pittore olandese (n. 1823)
- Richard Thomas Lowe, scienziato, botanico e zoologo britannico (n. 1802)
- Thomas Richmond, pittore britannico (n. 1802)
- Francesco Saya, giurista, criminologo e avvocato italiano (n. 1804)
- Fidelis Schabet, pittore e architetto tedesco (n. 1813)
- Sidkeong Namgyal, indiano (n. 1819)
- Shamutdin Khan, generale e principe russo (n. 1818)
- Lise Tautin, soprano francese (n. 1834)
- Luigi Vicari, politico italiano (n. 1815)
- Vincent de Groof, pioniere dell'aviazione belga (n. 1830)
- Heinrich von Maltzan, orientalista e esploratore tedesco (n. 1826)